# Klauensteuer
Klauensteuer oder auch Viehgeld bezeichnet eine historische, in einigen Gegenden Deutschlands auf das vierfüßige (Horn-)Vieh erhobene Steuer, analog einer von jeder Person zu zahlenden Kopfsteuer. Die erhobene Steuer wurde auch als Klauengeld bezeichnet, und, sofern der erhobene Betrag 1 Taler war, als Klauentaler.
Die Erhebung einer Klauensteuer als einer außerordentlichen und einmaligen Abgabe ist durch Herzog Ludwig von Baiern 1313 belegt.
Im übertragenen Sinn wird Klauensteuer, Klauengeld oder Klauentaler auch für vom einfachen Volk erhobene Abgaben oder Beiträge verwendet, so wurde eine Heiratssteuer in Mecklenburg als  Klauentaler bezeichnet.